# Megachile brimleyi
Megachile brimleyi är en biart som beskrevs av Mitchell 1926. Megachile brimleyi ingår i släktet tapetserarbin, och familjen buksamlarbin. Inga underarter finns listade i Catalogue of Life.